# 只有我能進入的隱藏迷宮
《只有我能進入的隱藏迷宮～低調鍛鍊化身世界最強～》是所作的日本輕小說。自2017年1月在小說投稿網站成為小說家吧以連載網路版，之後文庫化和漫畫化，並於2020年5月宣布電視動畫化。但受2019冠狀病毒病疫情影響，动画版推迟至2021年1月开始播放。
截止至2020年5月中旬，本作的小說發行冊數已突破50萬冊。

## 作品介紹
藏匿了大量稀有魔物和稀奇寶物的傳說之地──隱藏迷宮。失業的貧窮貴族三男‧諾爾，幸運地開啟了該座隱藏迷宮的入口。在隱藏迷宮中，諾爾學會了「創作」、「賦予」和「編輯」（超強技能組合）的能力。除此之外，使用這些技能時，竟然需要「吃好吃的食物」或是「與容貌出色的異性進行親密接觸」，以儲存必要的點數……？

## 角色介紹
譯名以皆參考東立出版的繁體中文版為準。

### 主要角色
諾爾·史塔吉亞（聲：逢坂良太）
本作主角，史塔吉亞准男爵家的三男。幾有異性緣。喜歡巨乳美女。
相比無能的父親，能力更受其妹其母肯定，成為史塔吉亞家的頂樑之柱。
性格膽小怕事，但面對重要的人遇上危險事故或重大事情時，還是會挺身而出，那怕超出其能力範圍也絕不後退。
原本只擁有一種技能——「大賢者」，但自拜奧莉薇為師起，漸漸增添零零種種的技能，亦以超乎他人的速度變得更強。
原本只打算擔任圖書館管理員，但被上級貴族子弟搶走其職位，被其妹建議報考英雄學校而成為英雄學校的新生。
為解決英雄學校的高昂學費而加入冒險者公會『奧丁』，同時成為當中最受矚目、眾所期待的新人冒險者。
因為先後幫助艾博特公爵解除其千金瑪麗亞「十六歲的死印」的詛咒，以及替伯恩公爵從怪盜Phantom手中奪回其寶物【人魚之淚】，分別獲得大量資金和找到合適的店鋪選址並用極平的租金租下，成功實行開設稀有商店計劃，專門出售其在迷宮中收集到的各種稀有素材。
在動畫最後一話，為了成功打敗化身成奧莉薇樣子的死鎖咒，一口氣犧牲除了「創作」、「賦予」、「編輯」奧莉薇所給的三大技能外的全部技能，一共17項，發動第二次更強力的「活貢」。最後從與奧莉薇的對話中，得知他已一步步重新賺取LP，恢復了大部分曾用來犧牲的技能。
擁有技能
- 「大賢者」（聲：大泊貴揮）：能夠傳授世上所有真理（連未解明的也可以）。非常稀有，但施展出來後的代價是會頭痛得要死。
- 「創作」：可以把腦海中的想像實際地創造出來。發動技能需要消耗LP。技能越強力，花費的LP也就越多。
- 「賦予」：把「創作」出的物品賦予其他人。發動技能需要消耗LP。技能越強力，花費的LP也就越多。
- 「編輯」：編輯自己或者他人的技能。發動技能需要消耗LP。技能越強力，花費的LP也就越多。
- 「LP變換」：在做一些舒服的事情時，包括滿足性慾、食慾和物慾，伴隨幸福度的變化，LP也隨之變化。
- 「石彈」：將大氣中的塵土壓縮至拳中，化作石彈發射。石彈的大小原本為10CM，後通過「編輯」為100CM。
- 「鑑定眼」：可以窺視一切訊息。
- 「頭痛耐性」：用來減輕使用「大賢者」後的副作用，消費LP300。
- 「異空間保存C」：能收納巨大物品的異空間倉庫技能，首次用來儲存巨兔的屍體並帶回公會與其他成員分享食用
- 「後撤步強化」：強化「後撤步」，消費LP200，相比要消費LP1000的「體術C」性價比較高。
- 「受身」：減輕身體墜地時受傷，消費LP30。
- 「揉肩」：為得到愛爾娜老師的獎勵而「創作」，消費LP80。
- 「幸運色狼」：奧莉薇·賽邦特推薦創作的技能，能夠藉由各種突發事件來滿足性慾以增長LP，消費LP300，但後來經過諾爾消費LP160調整觸發頻率及場所來降低對生活影響。
- 「迷宮樓層移動」：奧莉薇·賽邦特推薦創作的技能，消費LP600。
- 「閃光」：奧莉薇·賽邦特推薦，可以令人眩暈的技能，消費LP200。
- 「夜視」：在幽黑的迷宮裡方便進行探索的技能，消費LP200。
- 「屠龍」：為了應付英雄學校的收集稀有素材「龍牙」的考試，而「創作」出能對付巨龍的技能。
- 「白炎」：奧莉薇·賽邦特推薦創作的技能，帶有聖屬性，對付殭屍什麼的會有奇效，與「水球」、「紫雷」一併「創作」共消費LP1300。
- 「水球」：奧莉薇·賽邦特推薦創作的技能，可以用水攻擊，遇難時也能夠用來解渴，與「白炎」、「紫雷」一併「創作」共消費LP1300。
- 「紫雷」：奧莉薇·賽邦特推薦創作的技能，基本用來防身，透過「編輯」會變強力，與「白炎」、「水球」一併「創作」共消費LP1300。
- 「魔法融合」：奧莉薇·賽邦特推薦，可以融合迄今為止得到過的技能，然後做出屬於自己的最強魔法。
- 「道具鑑定眼」：顧名思義，可以洞悉道具資訊的技能。
- 「舞蹈術」：為了在比舞較量上戰勝情敵麥克而「創作」的技能，消費LP200。
- 「活貢」：犧牲自己的技能來增強身體能力和魔法威力的稀有技能，但強化時間很短暫，消費LP10000。

艾瑪·布萊特涅斯（Emma Brightness，聲：富田美憂）
諾爾的女友，男爵千金，家世富裕，十六歲，是個洋溢着少女魅力的可愛女孩，有着一張將來肯定會成為絕世美人的漂亮臉蛋，以及一對巨大的胸部。
冒險者公會『奧丁』的冒險者，與諾爾、露娜組隊。相當受異性歡迎，甚至被怪盜Phantom盯上。
擁有技能
- 「雙手刃術C」 → 「雙手刃術B」（諾爾消費LP500進行「編輯」）
- 「風擊」
- 「屠龍」
- 「風足」（吃下諾爾在迷宮裏獲得的A級寶物【風的挑選】而增加的新技能）
- 「風斬」（吃下諾爾在迷宮裏獲得的A級寶物【風的挑選】而增加的新技能）

奧莉薇·賽邦特（聲：堀江由衣）
自稱超超超一流冒險者的女性。諾爾的師傅。擁有三種超強技能——「創作」、「賦予」、「編輯」。
故事開始200年前在隱藏迷宮探險時，在2層打倒房間內的魔物後不慎中了陷阱，被死鎖咒束縛四肢，儘管全身無法動彈，但在詛咒的作用下依舊活着。
200年前，曾被一名與諾爾外貌十分相似的少年死纏難打般請求拜師學藝但一直未有答應，後來有一次少年救了他人自己卻被鋼鐵哥布林殺死，奧莉薇便感到萬分後悔，也成了她收諾爾為徒的契機。
在動畫最後一話，因諾爾成功打敗了化身成奧莉薇樣子的死鎖咒，最終擺脫束縛、重獲自由。
擁有技能
- 「創作」：可以把腦海中的想像實際地創造出來。發動技能需要消耗LP。技能越強力，花費的LP也就越多。
- 「賦予」：把「創作」出的物品賦予其他人。發動技能需要消耗LP。技能越強力，花費的LP也就越多。
- 「編輯」：編輯自己或者他人的技能。發動技能需要消耗LP。技能越強力，花費的LP也就越多。

蘿拉（聲：大久保瑠美）
冒險者公會『奧丁』的櫃檯小姐。喜歡諾爾。
原本對諾爾擁有「創作」、「賦予」、「編輯」的技能抱有質疑的態度，但用鑒定書檢測後確定諾爾所言非虛，便非常崇拜他。
推薦諾爾合適的任務，讓他能迅速賺取英雄學校的入學費。
是負責諾爾小隊的專屬櫃檯小姐，亦因此業績不錯。
在櫃檯小姐大賽〈接待女王〉中，因諾爾在迷宮裡獲得的AAA級寶物【豐登之滴】，最後險勝另一位櫃檯小姐莎拉，打斷她的連勝記錄。
露娜·希勒（聲：鬼頭明里）
半精靈的聖女，17歲，蘿拉的好友。喜歡諾爾。
冒險者公會『奧丁』的冒險者，與諾爾、艾瑪組隊。
擁有技能
- 「魔法槍術B」
- 「能量射擊」
- 「治療射擊」
- 「懦弱」
- 「解咒」（諾爾消費LP4000進行「編輯」，將原本的技能副作用「削減使用者壽命」改為「減少使用者現金」）
- 「屠龍」

蕾拉·奧博羅克（聲：船戶百合繪）
擅長體術的拳鬥少女。16歲，屬於國內第一冒險者公會『拉姆』的冒險者。初次登場時等級為Lv.148。
因雙親皆是冒險者的原故而自小鍛練，正在與弟弟一起留學。
其從屬的『拉姆』公會和諾爾所屬的『奧丁』公會是競爭關係，故只能私底下與諾爾建交。
擁有技能
- 「拳術A」
- 「蹴術A」
- 「格鬪術B」
- 「縮地」
- 「拔足」
- 「魔拳」

### 英雄學校
蕾諾雅·布魯頓（聲：北守さいか）
在英雄學校入學第一階段測驗與諾爾、艾瑪等人自我介紹時使用夏莉·諾魯多亞的偽名，伯爵千金。
瑪麗亞·菲雅娜·艾博特（聲：工藤夕希）
艾博特公爵家的千金。由最初開始就不像其他貴族一樣輕視諾爾，反而主動向諾爾打招呼。欣賞諾爾。後解除詛咒喜歡上諾爾。
身懷「十六歲的死印」的詛咒，是由被先祖擊敗的詛咒師在死前所施加，詛咒並不會針對全部子孫，而是碰巧選中瑪麗亞·菲雅娜·艾博特。在諾爾重新「編輯」露娜·希勒的「解咒」技能後，花費大量財力終於解除「十六歲的死印」的詛咒。
從英雄學校的入學試開始，就已經關注到諾爾，能分辨出諾爾才是入學試隊伍中打倒強大怪物之人。在諾爾幫助下，解除自身詛咒後更加肯定諾爾是其「命定之人」。
擁有技能
- 「單手劍術B」、「滑步」、「治癒」、「十六歲的死印」

天音（聲：內村史子）
瑪麗亞的隨從和閨密。知道瑪麗亞身懷「十六歲的死印」的詛咒一事，為她受到詛咒的煎熬而感痛心。相當感激諾爾幫助瑪麗亞解除詛咒。
艾倫·米蘭諾斯
英雄學校的學生。與諾爾、艾瑪等人同班。米蘭諾斯家族的嫡男，其家族為國王的親信。
尤爾特（聲：大泊貴揮）
英雄學校的學生。與諾爾、艾瑪等人同班。伯樂家族。
肯特（聲：山本颯侍）
英雄學校的學生。與諾爾、艾瑪等人同班。其普洛西家族為全國第四富有。
愛爾娜·史東古斯（聲：雨宮天）
英雄學校的老師。24歲。當老師之前是從事傭兵一行。Lv.232。
擁有技能
- 「體力UP」、「體術A」、「單手劍術A」、「一穿」、「土壁」、「土彈」、「治癒」

### 王都

#### 貴族
愛麗絲·史塔吉亞（聲：長野佑紀）
諾爾的妹妹。在諾爾失業時，建議諾爾去報考英雄學校。是個超級兄控。
諾爾的父親（聲：手塚弘道）
准男爵（是平民為國家作出貢獻後被特許成為貴族的存在）。雖然被稱為貴族，但只是最下等的一級，普遍在貴族中間不被承認。
是個無能之人。曾打算把諾爾從艾博特公爵裡得到的報酬全拿去賭博，但理所當然被家人一致反對。
諾爾的母親（聲：大地葉）
負責照顧家庭，亦會毫不猶豫責駡無能的丈夫種種失禮行為和念頭。
沛佩羅（聲：岡野浩介）

麥克·肯特爾（聲：山本颯侍）
曾向艾瑪告白但遭到拒絕。在舞會中向諾爾下戰書，賭注是與艾瑪的約會，看誰能與艾瑪跳舞可得到更多觀眾的掌聲。
艾博特公爵
瑪麗亞的父親。最頂端的貴族，在貴族中赫赫有名。
拉丹·布萊特涅斯（聲：家中宏）
艾瑪的父母。與諾爾及其家人是舊識。
蘿蜜·布萊特涅斯
艾瑪的父母。與諾爾及其家人是舊識。
伯恩公爵
被怪盜Phantom預告，會在其舉辦的舞會中將其寶物【人魚之淚】奪走，故特意聘請國內第一冒險者公會『拉姆』的冒險者作保安。

#### 平民
葛門·喬可契夫

莎拉·隆葛羅恩（聲：上田麗奈）
冒險者公會『奧丁』的櫃檯小姐。在櫃檯小姐大賽〈接待女王〉中保持着連勝記錄，直到諾爾幫助蘿拉取勝才終止。
喜歡用下三濫的手段使橫手搶走其他櫃檯小姐負責的冒險者維持優秀的業績，從而使自己在櫃檯小姐大賽〈接待女王〉中不敗。
擁有技能
- 「魅惑」、「讀心術」、「施虐癖」、「凌亂牡丹A」、「御所車A」、「岩清水A」

ネル・オバーロック

ゲース・オバトリア

トガロ・テュース

ペリード

### 隱藏迷宮
虎丸（聲：稻田徹）
頭上有朵鬱金香的黑色獅子。在迷宮中第5層等待友人帕謝爾的歸來350年。後被諾爾帶回家，負責店鋪保安的「看門獅」。
帕謝爾（聲：田丸篤志）
精靈族。留下虎丸獨自一人前往迷宮第6層，原本被「僵屍化」但後被諾爾解除。
朵莉阿德（聲：春村奈奈）
位於迷宮第7層的森林的幼女精靈。本體是一棵大樹。

## 用語設定
譯名以皆參考東立出版的繁體中文版為準。
LP
生命力，歸零時將會死亡。可因食慾、物慾或性慾得到滿足而補充。
技能
由教會鑒定出來。
英雄學校
是一所畢業後就不愁工作，直接成為魔物猎人或者王宮騎士之類的學校。
不單入學考試難度高，而且學費高昂，要30萬里亞。非常人能負擔，由報考者多為男爵級或以上貴族可見。
奧丁
直屬於奧莉薇·賽邦特的冒險者公會。
鑒定書
只要觸碰就會以文字的形式浮現出個人真實的技能的書。
隐藏迷宫的魔物
大魔物
位于奥莉薇的房间设置魔物，但被后者轻易打倒。
黄金史莱姆
位于1F，在全大陆也很稀少的史莱姆种类。可食用。
死亡收割者
位于2F，死神外观的强大魔物(在奥莉薇眼中的杂鱼)，被诺尔石弹打倒后获得其首级并以第一名通过英雄学校考试。
待补充
待补充
大型昆虫
位于4F
六道僵尸
位于6F的人型丧尸，具感染性即使身体腐烂成六块也能继续活动而得名。
銀狼
位于7F的森林區域，領域性強。
棕蜂（金色變異種）
位于7F的森林區域，變異後戰鬥力超群，被諾爾引誘的銀狼群重創後，以紫雷和水球的融合魔法擊敗。

## 出版書籍

### 小說
| 卷數 | 講談社        | 講談社                 | 東立出版社     | 東立出版社             |
| 卷數 | 發售日期      | ISBN                   | 發售日期       | EAN / ISBN             |
| ---- | ------------- | ---------------------- | -------------- | ---------------------- |
| 1    | 2017年8月1日  | ISBN 978-4-06-365038-9 | 2018年11月19日 | EAN 471-094-555-793-9  |
| 2    | 2017年12月1日 | ISBN 978-4-06-365046-4 | 2020年3月12日  | ISBN 978-957-263-019-8 |
| 3    | 2018年5月2日  | ISBN 978-4-06-511910-5 | 2020年6月11日  | ISBN 978-957-263-632-9 |
| 4    | 2019年1月9日  | ISBN 978-4-06-514688-0 | 2021年1月7日   | ISBN 978-957-266-218-2 |
| 5    | 2020年2月28日 | ISBN 978-4-06-519269-6 | 2021年2月1日   | ISBN 978-957-266-357-8 |
| 6    | 2020年12月2日 | ISBN 978-4-06-521767-2 | 2021年10月7日  | ISBN 978-957-267-384-3 |

### 漫畫
| 卷數 | 講談社        | 講談社                 | 東立出版社    | 東立出版社             |
| 卷數 | 發售日期      | ISBN                   | 發售日期      | ISBN                   |
| ---- | ------------- | ---------------------- | ------------- | ---------------------- |
| 1    | 2018年12月6日 | ISBN 978-4-06-513779-6 | 2020年5月8日  | ISBN 978-957-26-3855-2 |
| 2    | 2019年5月9日  | ISBN 978-4-06-515277-5 | 2021年9月10日 | ISBN 978-957-26-3856-9 |
| 3    | 2019年12月4日 | ISBN 978-4-06-516378-8 | 2022年2月18日 | ISBN 978-957-26-6878-8 |
| 4    | 2020年5月8日  | ISBN 978-4-06-519276-4 | 2023年5月18日 | ISBN 978-957-26-9453-4 |
| 5    | 2020年12月9日 | ISBN 978-4-06-520877-9 |               |                        |
| 6    | 2021年2月9日  | ISBN 978-4-06-522060-3 |               |                        |
| 7    | 2021年6月9日  | ISBN 978-4-06-523213-2 |               |                        |
| 8    | 2021年12月9日 | ISBN 978-4-06-525977-1 |               |                        |
| 9    | 2022年6月9日  | ISBN 978-4-06-528148-2 |               |                        |
| 10   | 2022年12月8日 | ISBN 978-4-06-529867-1 |               |                        |
| 11   | 2023年5月9日  | ISBN 978-4-06-531658-0 |               |                        |
| 12   | 2024年4月9日  | ISBN 978-4-06-535029-4 |               |                        |

## 電視動畫
2021年1月9日開始在毎日放送和TBS電視台的Animeism時段播放。

### 製作人員
- 原作：
- 監督：大西健太
- 創意製作人：喜多幡徹
- 系列構成、劇本：猪原健太
- 角色原案：竹花諾特
- 角色設計、總作畫監督：上武優也
- 主要動畫師、道具設計：中尾高之
- 設定工作：山本恭平、神谷美也子、竹上貴雄
- 美術監督：野村正信
- 美術設定：天田俊貴
- 色彩設計：齋藤友子
- 攝影監督：
- 編輯：丹彩子
- 音響監督：森下廣人
- 音樂：原可奈子
- 音樂製作人：酒井康平
- 音樂製作：DMM music
- 總製作人：古川慎、日比政廣
- 製作人：澤田愛理、佐藤尚哉、黑須信彦、龜井博司
- 動畫製作人：古口王仁
- 動畫製作：Okuruto Noboru

### 主題曲
片頭曲（第2話－第12話）
主唱：Spira Spica；作詞：幹葉；作曲：寺西裕二；編曲：If I
片尾曲（第1話－第11話）
主唱：コアラモード.；作詞、作曲、編曲：小幡康裕

### 各話列表
| 話數 | 日文標題 | 中文標題       | 分鏡              | 演出       | 作畫監督                                                                                           | 總作畫監督                        | 片尾插畫 | 首播日期      |
| ---- | -------- | -------------- | ----------------- | ---------- | -------------------------------------------------------------------------------------------------- | --------------------------------- | -------- | ------------- |
| #01  |          | 强烈技能組     | 大西健太          | 大西健太   | 上武優也                                                                                           | -                                 |          | 2021年 1月8日 |
| #02  |          | 公會與櫃台小姐 | 沖田宮奈          | 薮内悠     | 小川一郎、櫻井拓郎、駄場功益 垣内彩子、竹上貴雄 中尾高之、山本恭平                                 | 山本恭平、上武優也                |          | 1月15日       |
| #03  |          | 有隱情的同學   | 西森章            | 白石道太   | STUDIO MASSKET、Ge huan                                                                            | 上武優也、古川博之 相音光、宮曉秀 |          | 1月22日       |
| #04  |          | 無垢聖女       | 西本由紀夫        | 上坪亮樹   | 首藤武夫、陸田聰志                                                                                 | 上武優也、宮崎里美                |          | 1月29日       |
| #05  |          | 後宮的結局     | 喜多幡徹          | 割田圭介   | 宮井加奈、飯飼幸一、安慶名結 及川博史、河島久美子 垣内彩子、松本淑恵                               | 上武優也                          |          | 2月5日        |
| #06  |          | 鬱金香獅子     | 西森章            | 薮内悠     | StudioEverGreen、無錫花貓動畫                                                                      | 宮崎里美                          |          | 2月12日       |
| #07  |          | 櫃台小姐排行榜 | 岡村正弘          | 岡村正弘   | 齋藤大輔、櫻井拓郎、飯飼一幸 、垣内彩子                                                            | 上武優也                          |          | 2月19日       |
| #08  |          | 幼女的請求     | 吉川博明          | 佐佐木達也 | 西田美彌子、Chunyao Gai Zoulei、Wang jiahan GeHuan、Jiang yong Li Dong Yi、Long Gen Shi Geng Xin   | 上武優也                          | 茉宮祈芹 | 2月26日       |
| #09  |          | 前往晚宴       | 西森章            | 割田圭介   | 齋藤大輔、山本恭平、駄場功益 、粟井重紀 、StudioEverGreen                                          | 上武優也、宮崎里美                | 鶴崎貴大 | 3月5日        |
| #10  |          | 去泡溫泉吧     | 一居一平          |            | 坪田慎太郎、大森理惠、柄谷綾子 服部一郎、吉田翔太、岩崎亮 吉田和香子、小川浩司、蒼井鷹啓 、、4tune | 上武優也                          |          | 3月12日       |
| #11  |          | 諾爾的決心     | 佐野隆史          | 越久昇     | 谷川政輝、櫻井拓郎、飯飼一幸 北條直明、園田大勢 中尾高之、StudioEverGreen                          | 上武優也                          | 樋野友行 | 3月19日       |
| #12  |          | 不能輸的戰鬥   | 吉川博明 大西健太 | 大西健太   | 岡崎耕太郎、臼田美夫、駄場功益 齋藤大輔、 磯渕祐輔、大西睦美、川村敏江 中尾高之、StudioEverGreen   | 上武優也                          |          | 3月26日       |

### 藍光版
| 卷數 | 發行日期      | 收錄話數      | 規格編號  |
| ---- | ------------- | ------------- | --------- |
| 1    | 2021年4月28日 | 第1話－第4話  | DMPXA-173 |
| 2    | 2021年5月26日 | 第5話－第8話  | DMPXA-174 |
| 3    | 2021年6月30日 | 第9話－第12話 | DMPXA-175 |

### 播映平台
日本深夜動畫：下文記載的日本国内播放時間使用日本標準時間（UTC+9）表示。因為部分時間标识會採用30小时制，因此請留意这类超过24:00的时间，其實際播放時間為翌日清晨。
| 播放地區   | 播放電視台 | 播放日期               | 播放時間                  | 所屬聯播網 | 備註       |
| ---------- | ---------- | ---------------------- | ------------------------- | ---------- | ---------- |
| 近畿廣域圈 | 每日放送   | 2021年1月8日－3月26日  | 星期五 26時25分－26時55分 |            | 製作電視台 |
| 關東廣域圈 | TBS電視台  | 2021年1月8日－3月26日  | 星期五 26時25分－26時55分 |            |            |
| 日本全國   | BS-TBS     | 2021年1月8日－3月26日  | 星期五 27時00分－27時30分 |            | BS放送     |
| 日本全國   | AT-X       | 2021年1月10日－3月28日 | 星期日 22時30分－23時00分 |            | CS放送     |

| 播映地區         | 播映平台 | 播映日期                    | 播映時間              | 備註   |
| ---------------- | -------- | --------------------------- | --------------------- | ------ |
| 香港、澳門、臺灣 | bilibili | 2021年1月8日－2021年3月26日 | 星期六 01:00（UTC+8） | [ 10 ] |

## 外部連結
- 小説家になろう 俺だけ入れる隠しダンジョン　〜こっそり鍛えて世界最強〜 Archive.today的存檔，存档日期2021-01-23（日語）
- 俺だけ入れる隠しダンジョン 〜こっそり鍛えて世界最強〜 紹介ページ - 水曜日のシリウス （页面存档备份，存于）（日語）
- 俺だけ入れる隠しダンジョン 〜こっそり鍛えて世界最強〜 - ニコニコ静画 （页面存档备份，存于）（日語）
- 電視動畫「只有我能進入的隱藏迷宮」官方網站

（页面存档备份，存于）（日語）
- 電視動畫「只有我能進入的隱藏迷宮」的X（前Twitter）（日語）
- 「俺だけ入れる隠しダンジョン　こっそり鍛えて世界最強」既刊・関連作品一覧｜講談社コミックプラス （页面存档备份，存于）（日語）